# شهرستان تیانتای
شهرستان تیانتای (به لاتین: Tiantai County) یک شهرستان‌های جمهوری خلق چین در چین است که در تایجو واقع شده‌است.